# Kari-Anne Jønnes
Kari-Anne Jønnes (nascida a 13 de abril de 1972) é uma política norueguesa.
Ela foi eleita representante no Storting pelo círculo eleitoral de Oppland para o período 2021-2025, pelo Partido Conservador.